# Trond Espen Seim
Trond Espen Seim (Oslo, 4 oktober 1971) is een Noorse acteur, bekend door zijn rol als de privédetective Varg Veum in de gelijknamige serie bioscoopfilms en dvd's, gebaseerd op de romans van Gunnar Staalesen. 
Seim studeerde in 1996 af aan de Staatstheateracademie en trad op met het Rogaland Theater (1996-98), Den Nationale Scene (1998-2000) en het Nationale Theater (vanaf 2000). Bij DNS speelde hij rollen als Alex in A Clockwork Orange (adaptatie van de roman van Anthony Burgess) en Julian in Henrik Ibsens Keizer en Galileër. Voor deze laatste rol werd hem in 2000 de "Hedda-prijs" toegekend, de belangrijkste theaterprijs in Noorwegen. Bij het Nationaaltheater was hij te zien in toneelstukken als Geloof, Hoop en Liefde (2001), Woyzeck (2001), Dood Variaties (2001), Medea (2002) en Dieren in Hakkebakkeskogen (2003). In 2004 had hij de hoofdrol in de televisieserie Svarte penger – hvite løgner en de film Hawaii, Oslo. 
In het najaar van 2004 had hij met Jon Øigarden en Mads Ousdal de artistieke verantwoordelijkheid voor het Torshovteatret. Hij had in 2005 een centrale rol in het controversiële spel Orgy van Pier Paolo Pasolini.
Van 2007 tot 2012 heeft Trond Espen Seim in twaalf Varg Veum-films de titelrol gespeeld. Zij zijn alle uitgezonden op de televisiezender Canvas.
In 2014-2017 had hij een rol in de Deense televisieserie Arvingerne (The Legacy). 
Seim is getrouwd met Cecilie Frostad Egeberg.

## Filmografie (met Noorse en Nederlandse filmtitel)
- Bitre blomster - Bittere bloemen (september 2007)
- Tornerose - Doornroosje (januari 2008)
- Din til døden - Voor eeuwig de jouwe (maart 2008)
- Falne engler - Gevallen Engelen (april 2008)
- Kvinnen i kjøleskapet - De vrouw in de koelkast (september 2008)
- Begravde hunder - Begraven honden (oktober 2008)
- Skriften på veggen - Teken aan de wand (augustus 2010)
- Svarte får - Het zwarte schaap (januari 2011)
- Dødens drabanter - Handlangers van de dood (2011)
- I mørket er alle ulver grå - 's Nachts zijn alle wolven grijs (2011)
- De døde har det god - De doden hebben het goed (2011)
- The Thing (2011) - Amerikaanse remake van de Nederlandse regisseur Matthijs van Heijningen jr.
- Kalde hjerter - Koude harten (2012)